# Barão de Prime
Barão de Prime, é um título nobiliárquico criado por D. Maria II de Portugal, por Decreto de 20 de Junho de 1837, em favor de Luís de Loureiro de Queirós Cardoso do Couto Leitão.
Titulares
1. Luís de Loureiro de Queirós Cardoso do Couto Leitão, 1.º Barão de Prime;
2. José Porfírio de Campos Rebelo, 2.º Barão, 1.º Visconde e 1.º Conde de Prime.